# اکسلین (آیووا)
اکسلین (به انگلیسی: Exline) شهری در ایالت آیووا کشور ایالات متحده آمریکا است که جمعیت آن در سرشماری سال ۲۰۱۰ میلادی، ۱۶۰ نفر بوده‌است.